# Lene Mykjåland
Lene Mykjåland, née le 20 février 1987 est une ancienne footballeuse internationale norvégienne. Elle évoluait au poste de milieu de terrain avec son club de Lillestrøm et en équipe de Norvège.

## Biographie

### Parcours en club
Lene Mykjåland commence sa carrière à Grimstad. Lorsqu'elle arrive, le club vient de passer de la 2.divisjon (D3) à la 1.divisjon (D2). Elle n'a alors que 16 ans et ne joue que trois matchs; mais lorsqu'elle quitte le club fin 2015, celui-ci termine deuxième et accède à la Toppserien (D1).
En 2006, alors âgée de 19 ans, elle signe à Røa IL qui est alors un des clubs phares du championnat. Elle est alors repérée comme l'un des grands espoirs du football féminin en Norvège. En 2009, elle est la meilleure buteuse du championnat avec 20 réalisations. Durant cette période, elle participe à trois coupes d'Europe (2005-2006, 2008-2009 et 2009-2010).
Après plusieurs sollicitations, elle accepte la proposition du club américain des Washington Freedom où elle joue avec l'internationale française Sonia Bompastor. Elle n'y reste qu'une année, y joue relativement peu en raison de plusieurs blessures.
Elle retourne à Røa IL pour deux saisons, remporte encore un championnat et participe à une ligue des champions.
En 2013, elle signe à Lillestrøm où elle remporte trois doublés (coupe / championnat) et participe à trois ligues des champions (2013-2014, 2015-2016 et 2016-2017). En 2016, alors que dans un premier temps elle pense mettre un terme à sa carrière en fin d'année, elle est finalement en discussion pour signer au Paris Saint-Germain. Mais, lors d'un match face à son ancien club de Røa, le 21 novembre 2016, elle se blesse gravement au genou; blessure qui va mettre un terme à sa carrière professionnelle alors qu'elle aurait aimé poursuivre.

### Parcours en équipe nationale
Après plusieurs sélections avec les équipes de jeunes, elle connait sa première sélection  avec l'équipe première le 7 mars 2007 face à l'Allemagne (victoire 2-1). Quelques mois plus tard, elle fait partie des 21 sélectionnées pour la Coupe du monde 2007 en Chine où elle joue dans chacun des matchs de poule.
La nomination d'un nouvel entraîneur, Bjarne Berntsen, va emmener des désaccords qui s'exprimeront après les Jeux Olympiques 2008. En octobre de la même année, Lene Mykjåland et quatre autres joueuses de Røa IL : Marie Knutsen, Siri Nordby, Guro Knutsen et Marit Fiane Christensen refusent de jouer avec l'équipe nationale pour l'Euro 2009.
Il faut attendre la nomination d'un nouvel entraîneur, Eli Landsem, pour retrouver Lene en équipe nationale. Elle sera par la suite de toutes les compétitions. En 2016, elle participe aux éliminatoires de l'Euro 2017; jouant son dernier match le 7 juin 2016 face au Pays de Galles (victoire 0-2).

### Reconversion
Depuis qu'elle a quitté sa carrière professionnelle, Lene est devenue consultante pour la chaine TV2 à l'occasion de l'Euro 2017.

## Palmarès

### Palmarès en club
Lene remporte à sept reprises le Championnat de Norvège :
- avec Røa IL en 2007, 2008, 2009 et 2011.
- avec Lillestrøm en 2014, 2015 et 2016.

Elle remporte également à cinq reprises la Coupe de Norvège :
- avec Røa IL, en 2006 et 2008.
- avec Lillestrøm en 2014, 2015 et 2016.

Elle aura donc remporté quatre doublés : un avec Røa (2008) et trois avec Lillestrøm (2014, 2015 et 2016).
Elle participe à sept Ligue des champions, quatre avec Røa, trois avec Lillestrøm.

### Palmarès en équipe nationale
Elle atteint la finale du championnat d'Europe 2013 avec l'équipe de Norvège.
Elle est également demi-finaliste de la Coupe du monde 2007.

### Distinctions personnelles
- Meilleure buteuse du championnat de Norvège en 2009.
- Élue joueuse de l'année en Norvège en 2010, 2014 et 2015.
- Membre de l'équipe-type du championnat en 2008, 2009, 2010, 2012, 2014 et 2015[1].